# Gislövs stjärna
Gislövs stjärna är ett naturreservat i Simrishamns kommun i Skåne län.
Området är naturskyddat sedan 2017 och är 12 hektar stort. Reservatet är ett mindre lövskogsområde i ett annars öppet landskap på Österlen.